# Wyre Forest
Wyre Forest è un distretto del Worcestershire, Inghilterra, Regno Unito, con sede a Stourport-on-Severn.
Il distretto fu creato con il Local Government Act 1972, il 1º aprile 1974 dalla fusione dei municipal borough di Bewdley e Kidderminster con il distretto urbano di Stourport-on-Severn e il distretto rurale di Kidderminster.

## Parrocchie civili
Le parrocchie, che non coprono l'area di Kidderminster, sono:
- Areley Kings
- Bewdley
- Broome
- Chaddesley Corbett
- Churchill and Blakedown
- Kidderminster Foreign
- Ribbesford
- Rock
- Rushock
- Stone
- Stourport-on-Severn
- Upper Arley
- Wolverley and Cookley